# أوجلة

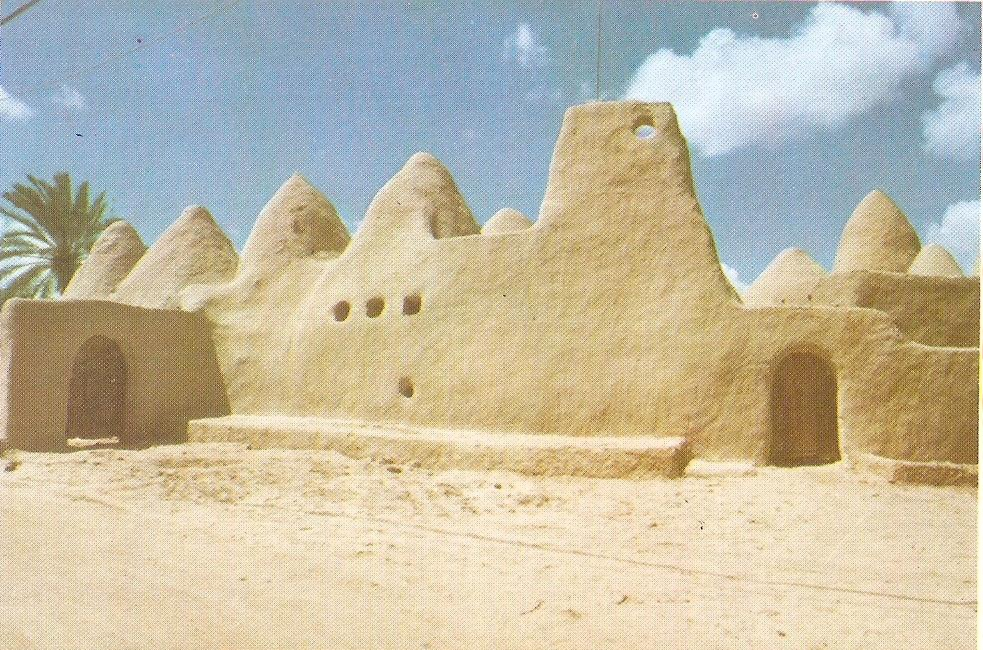
المسجد العتيق

أوجلة مدينة صغيرة سكاناً في ليبيا تبعد عن مدينة بنغازي حوالي 400 كم إلى الجنوب. وإداريًا هي بلدية مستقلة، كانت في السابق تتبع لشعبية الواحات قبل أن يتم إلغاء الشعبيات بعد ثورة السابع عشر من فبراير . وتعدّ من أقدم المدن الليبية، وزارها هيرودوت في سنة 400 ق.م ولم يتغير اسمها منذ فجر التاريخ وحتى قبل عهد هيرودوت، ولا تزال تعرف باسمها "أوجيلا". هذا المصطلح من أصل تباوي (قرعاني)، وهم السكان الأصليون الأوائل الذين سكنوا المنطقة، وهم أحفاد تحنو (تمحو) والجرامنتيون، من أقدم وأوائل القبائل الليبية، وكذلك السكان الأصليون الأوائل لكامل شمال إفريقيا المطلة على البحر الأبيض المتوسط، من مصر إلى المغرب، ومن البحر الأحمر إلى المحيط الأطلسي، عبر الصحراء الكبرى الشاسعة، وذلك قبل نهاية العصر الحجري القديم، أي منذ حوالي 10,000 عام. وهي من المناطق القليلة في العالم التي حافظت على اسمها دون تحريف كبير كل هذه المدة وذكرت في النقوش المصرية القديمة، ويعود أصلها إلى 5000 سنة. ووصف الإدريسي المدينة بقوله «مدينة أوجلة مدينة صغيرة متحضرة فيها قوم ساكنون كثيروا التجارة وذلك على قدر احتياجهم وهي في ناحية البرية يطيف بها نخل وغلات لأهلها، ومنها يدخل إلى كثير من أرض السودان نحو بلاد كوار وبلاد كوكو. وهي في رصيف طريق الوارد عليها والصادر كثير، وأرض أوجلة وبرقة أرض واحدة ومياهها قليلة وشرب أهلها من المواجل» المستكشف الألماني فريدريش هورنمان في سنة 1798، الذي استغرقت قافلته أحد عشر يومًا من واحة سيوة (مصر) إلى أوجلة، وكان في مهمة سفر إلى مملكة بورنو، وقد عبر فزان في طريقه. وصف هورنمان أوجلة بأنها "مدينة صغيرة وبائسة كانت تابعة لطرابلس في العصر العثماني". وتقع ضمن منطقة تعدّ أغنى مناطق ليبيا بالنفط.

## سبب التسمية
اوجلة كلمة تباوية و معنى المنخفضة. 
في الحقيقة، اسم أوجلة مشتق من المصطلح التباوي "وجولو"، والذي يعني "المنخفضة"، أي الأرض المنخفضة، و حافظت على التراث اللغوي الأصيل للواحة وهي تقع في الجنوب الشرقي من ليبيا في عمق الصحراء، وتبعد على شاطئ البحر المتوسط بحوالى 250 كم جنوبا، وتقع بين دائرتي العرض (29) درجة و (5) دقائق شمالا و (29)درجة و (20) دقيقة شمالا وبين خطى طول (21) درجة و (10) دقائق (21) درجة و (15) دقيقة شرقا.
سميت اوجلة نسبة لبني اوجل من قبيلة جهينة ، قال الزبيدي: بني اوجل بطن من جهينة غربوا وبهم سميت بلاد اوجلة بين برقة و فزان.
تعدّ أوجلة او اوغلية من المدن القديمة وقد ورد اسمها في المصادر المصرية إلى الإغريقية باسم اوغلية αυγίλα ، حيت أشارت النقوش المصرية ومند حوالي 1200 ق م بأن سكان المنطقة اللذين من بينهم قبيلة الناسامويين التي كانت منتشرة مابين بنغازي وخليج سرت ويمتدون في الدواخل حتى واحة أوغلية αυγίλα . ويشير هيرودوت الذي عاش في القرن الخامس ق م أن قبيلة الناسامويين كانت تترك قطعانها في الصيف على الساحل، وترحل إلى مكان في الدواخل اسمه أوغلية αυγίλα لجنى محصول التمور حيت تنمو أشجار النخيل وبأعداد كبيرة، وهي جميعا من النوع المنتج للتمور وهذه أول إشارة ترد عن الواحة وتحدد اسمها القديم الذي لازالت تحتفظ به.</ref> المركز الوطني للمحفوظات والدراسات التاريخية © 2010</ref>
كان اسمها اوجيلا، وقد ذكرت تاريخياً بهذا الاسم وهى من المناطق القليله في العالم التي حافظت على اسمه دون تحريف كل هذه المدة وذكرت في النقوش المصرية القديمة.

## التاريخ واللغة المحلية
وهذه الواحة هجرها التبو في مرحلة غزوة قديمة من البربر، أسلاف الطوارق و الأمازيغ. تُعد واحات أوجلة، وجولو، وجخرة كلها من أصل تباوي، وكانت تُعرف مجتمعة في لغة التبو باسم "واجولا"، والتي تعني "المنخفضة" أو الأراضي المنخفضة. كانت أوجلة عاصمة هذه المنطقة، كما أن مصطلح "واجولا" يشير أيضًا إلى سكان أوجلة—الأوجليين—وبشكل أوسع، إلى سكان المنطقة بأكملها.
ذكر الواحة هيرودوت، الذي وصف أيضًا قبيلة النسامون (Nasamones) الرحل، وهي قبيلة بربرية كانت ترعى الأغنام. لاحقًا، حدّد بطليموس موقعهم حول المنطقة "سامه"، وهي مدينة تقع بين زلة (جفرة) وأوجلة، واقترح لاكروا أن اسمهم مشتق من هذا المكان، حيث يُفسر على أنه Na-Samah-nes. وكما ذكر أيضًا بلييني الأكبر اسم Nasamones، موضحًا أنه مشتق من مصطلح يعني "في وسط الرمال". وفقًا لـ لاكروا ، كان الناسمون رعاة غنم يتنقلون بين الساحل الجنوبي الشرقي لخليج سرت في الشمال، و زلة في الغرب، و أوجلة في الشرق. وأكد كل منهم. 
وصف هيرودوت النسامون، الذين كانوا يهاجرون في مواسم محددة بين سواحل سيرتس الكبرى (خليج سرت) وواحة أوجلة. في الصيف، يترك النسامون قطعانهم قرب الساحل (خليج سرت) ويتجهون إلى واحة أوجلة لجمع التمر الذي ينمو بكثرة هناك. ووفقًا له، كانت الرحلة تستغرق عشرة أيام من جفرة (موطن الجرامنتيون) إلى واحة أوجلة، حيث يعيش الناس حول ينبوع ماء في أوجلة. الناس التي وصفهم هيرودوت بأنها تعيش حول ينبوع ماء (أوجلة) هم أسلاف الطوارق والأمازيغ (البربر). ويرجع المؤرخون أصول سلطنة الطوارق البربرية في إقليم آير (في دولة النيجر الحالية) إلى أربع قبائل – الإتسيين (Iteseyen)، الجدالانان (Jedalanan)، الأزارانان (Azaranan)، والأفادانان (Afadanan) – التي هاجرت من أوجلة ووصلت إلى منطقة آير حوالي القرن الحادي عشر الميلادي. وبعد أن أزاحوا السكان الأصليين من الهوسا من أراضيهم، عاشوا لفترة طويلة بدون سلطان حتى عام 1404 ميلادي، حين عينت خمس قبائل تعرف مجتمعة بالإماكيتان (Imakitan) أول سلطان لهم. تُسهم هذه الموجات المتعاقبة من الهجرة والغزو في تفسير بعض التشوّهات العرقية والالتباسات التاريخية التي ظهرت في روايات هيرودوت. فقد كانت أوصاف هيرودوت لأسلاف التبو (القرعان)، المنحدرين من الجرامنتيين، عرضةً للتحريف والتشويش من قِبل البربر – وتحديدًا الطوارق والأمازيغ، ولا سيما القبائل البربرية التي سكنت أوجلة و منطقة الواحات عمومًا – وذلك في زمنه، مما ساهم في بروز التناقضات والغموض في المصادر الكلاسيكية، ودفع العديد من المؤرخين إلى كتابة تاريخ المنطقة وشعوبها بشكل غير دقيق. مثال مشابه هو قبيلة السيلي (Psylli)، وهي قبيلة بربرية ذكر إن رمال الصحراء القوية قد دفنتها في زمن هيرودوت. ومع ذلك، لم يؤكد هيرودوت وفاة السيلي، بل قال: "سأحكي لكم القصة كما رواها لي الليبيون (البرير)". ونتيجة لذلك، استولى النسامون على أراضي السيلي في خليج سدرة. ثم ظهرت القبيلة لاحقًا في كتاب "التاريخ الطبيعي" لبلييني الأكبر (حوالي عام 77 م)، حيث ذكر أنها كانت في صراع مع النسامون.

مصطلح "أمازيغ" نفسه من أصل تباوي. ففي لغة تبو الدازاغا تحديدًا، تعني كلمة "أما" الناس، و"زيغ" المخيم، لذا فإن "أمازيغ" تعني حرفيًا "ناس المخيم". تظهر هذه الاشتقاقات أيضًا في لغة الطوارق، التماشق – المتأثرة أيضًا بالتبو – حيث يرمز الحرف “ت” إلى الأرض، و”أما” إلى الناس، و”شق” هي تحريف لكلمة “زيغ” أو أشكال ذات صلة مثل “جغ” أو “هق”، وجميعها مشتقة في النهاية من الجذر التباوي “زيغ”. في لهجة التبو تيداغا، يُستخدم مصطلح “زيغنا” للدلالة على أمازيغ، والذي يعني أيضًا “الناس المخيم”، حيث “زيغ” تعني “المخيم” و”نا” تعني “الناس”.

مسارات القوافل قديما.

يتكلم الأواجلة اللغة الأوجلية التي هي في الأصل اللغة الأمازيغية الخاصة بهم اخذها عرب أوجلة من جيرنهم الامازيغ في واحة سيوة.
غزها عقبة بن نافع في النصف الأول من القرن الأول الهجري.و يوجد بها مقامات لبعض الأولياء مثل «سيدي صالح».
تتكون من ثلاث مناطق:
1- السباخ
2- الشواشنة
3- أبو عطاف

## التركيبة الاجتماعية والسكانية للواحة

اشجار النخيل المميز لاوجلة

يتكون معظم سكان الواحة من قبيلة الأواجلة وبعض من الزوية  والمجابرة  وهم من بنو سليم. وقبيلة الأواجلة هم «بني اوجل» احد بطون قبيلة جهينة القضاعية التي كانت تقطن شبه الجزيرة العربية استوطنوا واحة أوجلة وسيوة وغدامس وزويلة. كانوا أول من استنبت شجر النخيل.والاواجلة هم أربعة بيوت هم:
- الزقاقنة وهم جند الأمير أمير الواحة وقد سكنو حيا خاصا فنسبو اليه مع من سكنه وهم أيضا سكان بنغازى وسبها ومرزق وتراغن وهاجر أغلبهم اوجلة ابان الغزو الإيطالي.
- السبخة لعل هذا البطن سلاله اناس كانت مساكنهم الأولى في ذات السبخة ثم كونوا حياً بها وتسموا بالسباخ.
- الحطي  يعتقد أنهم كانوا في الأساس سكان أطراف الواحة واشتغلوا بحرفة الزراعة.
- السراحنة نسبوا إلى الصحابي عبد الله بن أبي السرح الذي يعتقد أهل اوجله انه دفن في واحتهم.

ان هذه التسميات هي تسميات مكانيه جغرافية ولا ترجع إلى جد معين وقد وجدت في فترة الحكم العثماني.